# Меллинген (Тюрингия)
Меллинген (нем. Mellingen) — община в Германии, в земле Тюрингия.
Входит в состав района Веймар. Подчиняется управлению Меллинген. Население составляет 1240 человек (на 31 декабря 2010 года). Занимает площадь 14,41 км².